# سوپر جام اروپا ۲۰۲۰
سوپر جام اروپا ۲۰۲۰ (انگلیسی: 2020 UEFA Super Cup‎) چهل و پنجمین مسابقهٔ سالیانهٔ سوپرجام اروپا است که توسط یوفا برگزار شد و قهرمانان لیگ قهرمانان اروپا ۲۰–۲۰۱۹ و لیگ اروپا ۲۰–۲۰۱۹ مقابل هم قرار گرفتند. این بازی در ۲۴ سپتامبر ۲۰۲۰ در ورزشگاه فرنتس پوشکاش (۲۰۱۹) در بوداپست، مجارستان بین تیم‌های بایرن مونیخ و سویا برگزار شد.